# Ozeaneum Stralsund
Ozeaneum Stralsund är ett akvarium i Stralsund i Tyskland, som tillhör Deutsches Meeresmuseum, en av de tre största institutionerna i sitt slag i Europa. 
Ozeaneum Stralsund ligger i den historiska hamnen i Stralsunds stadskärna och öppnades för allmänheten i juli 2008. Det visar först och främst livet i Östersjön och i Nordsjön.  Akvariet byggdes som en turistattraktion, och för att ta emot 550 000 besökande årligen. Det visade sig vara ännu mer attraktivt än förväntat, och innan slutet av första driftsåret hade de mottagit över 900 000 besökande. 
År 2010 fick Ozeaneum Stralsund European Museum of the Year Award. 